# Suana (plaats)
Suana is een bestuurslaag in het regentschap Klungkung van de provincie Bali, Indonesië. Suana telt 3444 inwoners (volkstelling 2010).